# موتور بهروز
موتور بهروز (بالإنجليزية: Mowtowr-e Behruz)‏ هي منطقة سكنية تقع في سيستان وبلوتشستان في إيران. يقدر عدد سكانها بـ 228 نسمة .